# Boris Leven
Boris Leven (Mosca, 13 agosto 1908 – Los Angeles, 11 ottobre 1986) è stato uno scenografo russo, naturalizzato statunitense nel 1938.

## Biografia
Prese parte a circa 45 film tra il 1938 ed il 1969. Vinse l'Oscar alla migliore scenografia nell'ambito dei Premi Oscar 1962 per West Side Story, in condivisione con Victor A. Gangelin. Ricevette la nomination ai Premi Oscar nella stessa categoria per altre otto volte: nel 1939, nel 1943, nel 1957, nel 1966, nel 1967, nel 1969, nel 1972 e nel 1987.

## Filmografia
- La grande strada bianca (Alexander's Ragtime Band), regia di Henry King (1938)
- Doll Face, regia di Lewis Seiler (1945)
- The Basketball Fix, regia di Felix E. Feist (1951)
- West Side Story, regia di Robert Wise (1961)
- Andromeda (The Andromeda Strain), regia di Robert Wise (1970)